# Toy Story 3 - La grande fuga (colonna sonora)
Toy Story 3 - La grande fuga (Toy Story 3) è la colonna sonora di Randy Newman, dell'omonimo film di Lee Unkrich del 2010.
Newman tornò a comporre per la Pixar dopo l'ultimo lavoro svolto su Cars - Motori ruggenti, nonché della musiche dei precedenti Toy Story - Il mondo dei giocattoli e Toy Story 2 - Woody e Buzz alla riscossa.

## Sviluppo

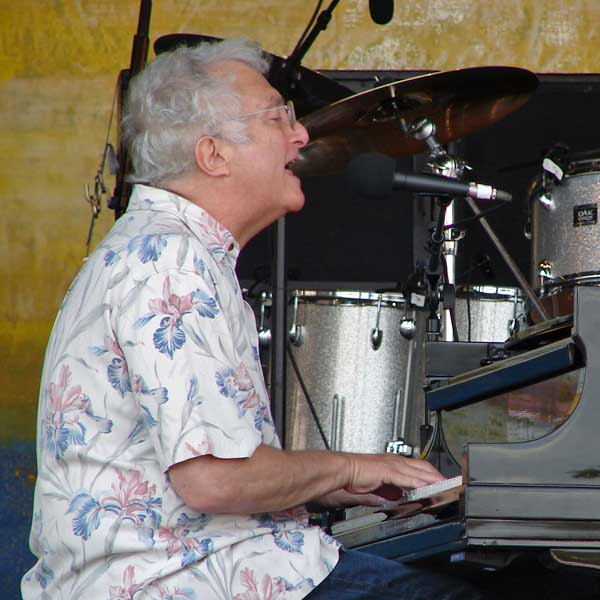
Randy Newman, compositore della colonna sonora del film.

Il regista Lee Unkrich fu molto specifico sugli aspetti della colonna sonora. Chiese infatti al compositore di «Dare un tocco alla Carl Stalling» ad alcune scene, come la prima fuga di Woody dal Sunnyside, in cui tutti i movimenti del giocattolo sono sottolineati da percussioni musicali e supportati dagli effetti sonori.
Mostrato allo ShoWest di Las Vegas nella primavera del 2010, il film era stato mixato con una colonna sonora temporanea, che includeva Electric Eye dei Judas Priest nella sequenza iniziale, in cui i tre alieni cambiano stazione radio nella loro macchina e molto materiale composto da Newman per altre pellicole, tra cui delle partiture inutilizzate di Air Force One (divenute parte integrante delle tracce Cowboy!, Come to Papa e The Claw). Nella scena dell'inceneritore, invece, il brano di accompagnamento, che proveniva da Terminator 2 - Il giorno del giudizio, influenzò in parte il risultato finale nell'utilizzo di suoni metallici e nell'atmosfera industriale. Newman, seguendo le indicazioni del regista, scrisse quindi delle musiche molto simili a quelle presenti nella colonna sonora temporanea. Uno dei pochi temi ex novo fu quello dedicato a Lotso, che venne descritto dal regista come «Un signore del sud con una pronuncia strasciata di New Orleans.» e al quale venne affidato un motivo che rispecchia la sua personalità, attraverso molti accordi per armonica a bocca.
Nel film compaiono diverse canzoni, come Dream Weaver di Gary Wright, Le Freak dei Chic e la versione originale di You've Got a Friend in Me. Le uniche due canzoni originali presenti nel film sono una cover spagnola dei Gipsy Kings di You've Got a Friend in Me, registrata negli Abbey Road Studios, e We Belong Together, un brano pop rock scritto da Newman, in cui due persone realizzano che le loro vite sono fatte per essere unite l'una all'altra. Inizialmente scritta come un duetto, Newman immaginò che lo studio avrebbe ingaggiato delle voci giovani, «Come, chessò, John Mayer e Katy Perry.», per cantarla, ma l'ipotesi venne scartata, preferendo che fosse lo stesso Newman ad eseguirla, anche in favore una continuità musicale con i precedenti episodi.

## Distribuzione
L'album, costituito da 17 tracce e della durata totale di 56 minuti e 18 secondi, fu distribuito solo in formato digitale, come accaduto per il precedente film Pixar Up, a partire dal 15 giugno 2010.

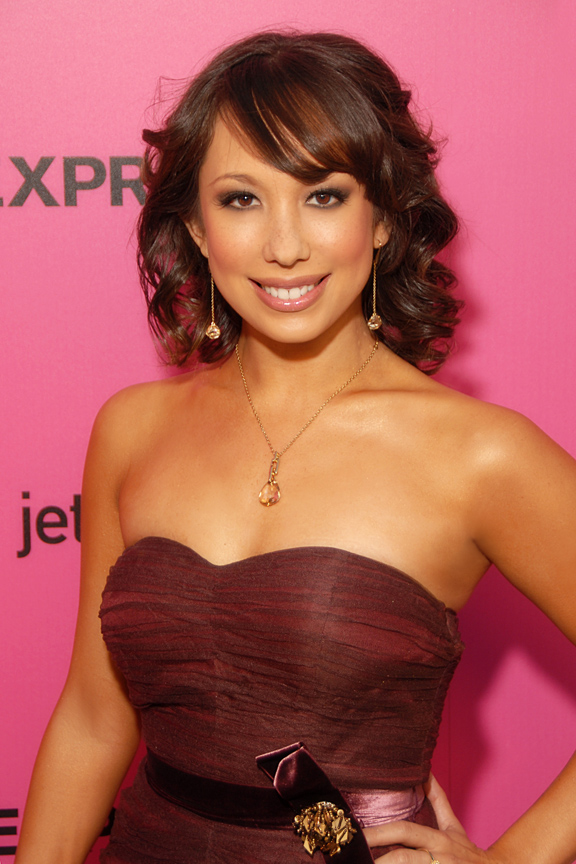
Cheryl Burke, in coppia con Dovolani per la coreografia del ballo finale di Jessie e Buzz.

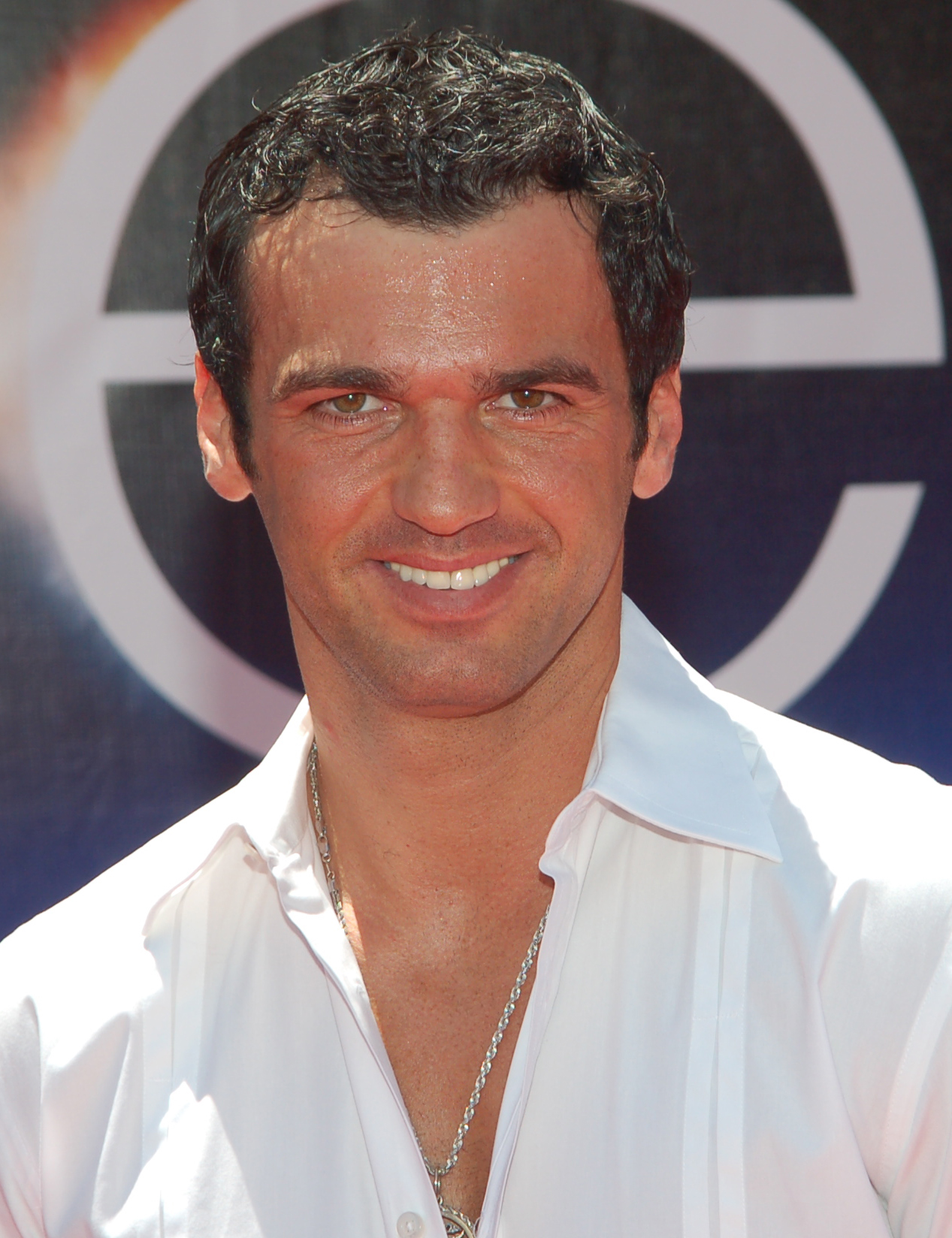
Tony Dovolani.

Come per i precedenti film Pixar, la colonna sonora completa della pellicola venne regalata ai dipendenti dello studio. Questa edizione speciale in due dischi conteneva l'intera partitura orchestrale di Toy Story 3, suddivisa in 73 tracce della durata totale di un'ora e un minuto (con diversi titoli dei brani modificati, tra cui quello d'apertura, noto come Cowboy!, qui rinominato in Blue Sky), e la musica composta da Michael Giacchino per il cortometraggio Quando il giorno incontra la notte. Eccezionalmente, poco dopo l'uscita del film, la Pixar spedì la colonna sonora ai maggior blog americani dedicati allo studio, accompagnandola con una lettera di ringraziamenti firmata dal regista. Sul retro della confezione venne stampato un messaggio di Unkrich e della produttrice Darla K. Anderson, nel quale i due si complimentavano con Newman.

## Tracce
1. We Belong Together - 4:03
2. You've Got a Friend in Me (para Buzz Español) - Gipsy Kings - 2:15 - cover spagnola di You've Got a Friend In Me (Randy Newman)
3. Cowboy! - 4:11
4. Garbage? - 2:41
5. Sunnyside - 2:20
6. Woody Bails - 4:40
7. Come to Papa - 2:06
8. Go See Lotso - 3:37
9. Bad Buzz - 2:22
10. You Got Lucky - 5:59
11. Spanish Buzz - 3:31
12. What About Daisy? - 2:07
13. To The Dump - 3:51
14. The Claw - 3:57
15. Going Home - 3:22
16. So Long - 4:55
17. Zu-Zu (Ken's Theme) - 0:35

Nel film sono inoltre presenti tre brani musicali, non pubblicati nell'album:
1. Dream Weaver (Gary Wright)
2. Le Freak (Chic)
3. You've Got a Friend in Me (Randy Newman)

## Accoglienza
L'opera di Newman ricevette critiche positive, grazie alla ripresa dei temi dei precedenti episodi, compresa la canzone You've Got a Friend In Me e all'inserimento di nuove partiture e di una nuova canzone, We Belong Together. Tracks Sounds.com diede alla colonna sonora un punteggio di 7/10, evidenziando tuttavia come, nel tentativo di muoversi in territori non familiari con la saga, la musica perda la sua originale identità, mentre il sito About.com scrisse una critica positiva, affermando che «Quella di Toy Story 3 è la classica colonna sonora da grande schermo. Se siete fan del genere, non vi deluderà».
Nonostante l'accoglienza positiva da parte della critica, Newman non sottopose la candidatura per l'Oscar alla migliore colonna sonora, a causa di scelte musicali che non rispecchiavano le sue aspettative e avendo dovuto delegare parte del lavoro per mancanza di tempo:
(Randy Newman, a proposito della colonna sonora del film.)
La presenza di molti temi creati nel passato, inoltre, avrebbe in ogni caso reso ineleggibile il lavoro di Newman, che vinse comunque il Grammy Award per la miglior colonna sonora scritta per un film, programma televisivo o altro media visuale. La Disney puntò invece sulla nomination a miglior canzone, che Newman ottenne per la canzone We Belong Together, arrivando alla sua ventesima candidatura agli Oscar.
La notte degli Oscar, oltre ad esibirsi con la canzone nominata, insieme agli altri candidati nella categoria, il compositore si aggiudicò il suo secondo Oscar per We Belong Together.